# Andrew Bogut
Andrew Bogut, né le 28 novembre 1984 à Melbourne en Australie, est un ancien joueur professionnel australien de basket-ball. Il évolue au poste de pivot. Formé à l'université de l'Utah, il est sélectionné en première position de la draft 2005 par les Bucks de Milwaukee. Il obtient les honneurs de la All-NBA Third Team en 2010 avec les Bucks. Il est échangé aux Warriors de Golden State en 2012, et est nommé dans la NBA All-Defensive Second Team en 2015, lorsqu'il remporte le titre avec les Warriors en 2015.
Il a ensuite fait partie de l'équipe des Warriors, ayant battu le record de victoires sur une saison, avec 73 victoires lors de la saison 2015-2016. Il est échangé aux Mavericks de Dallas, où il joue brièvement avant d’autres brefs passages avec les Cavaliers de Cleveland et les Lakers de Los Angeles. En 2018, il retourne dans son pays natal pour jouer pour les Sydney Kings dans la National Basketball League (NBL). Dès lors, il remporte le titre de meilleur joueur et défenseur de l'année de la NBL sur la saison. Après la saison 2018-2019, Bogut resigne un contrat avec les Warriors. De retour dans le championnat australien pour une deuxième saison, il annonce sa retraite le 1er décembre 2020.
Décrit comme l’un des principaux visages du basket-ball australien, Bogut est reconnu pour avoir servi de pierre angulaire à l’équipe nationale australienne, pour avoir ouvert la voie à toute une génération de joueurs australiens de la NBA et pour avoir joué un rôle de premier plan dans la revitalisation du championnat australien.

## Biographie

### Débuts
Après des débuts en Australie où il a évolué sous les couleurs de Australian Institute of Sport, il rejoint le championnat de la National Collegiate Athletic Association (NCAA) pour évoluer avec les Utes de l'université de l'Utah. Il dispute deux saisons : lors de la première de celle-ci, il termine avec des statistiques de 12,5 points, 9,9 rebonds et 2,2 passes, terminant avec le titre de meilleur débutant de la Mountain West Conference. Lors de sa seconde saison, ses statistiques progressent pour atteindre 20,4 points, 12,2 rebonds et 2,3 passes. Avec 1 126, il devient le troisième joueur de son université à franchir la barre des 1 000 points marqués lors de ses deux premières saisons. Cette saison est ponctuée de nombreuses récompenses individuelles : il est nommé All-America, reçoit le titre de
Naismith College Player of the Year et le Trophée Wooden (John R. Wooden Award).

### Carrière professionnelle

#### Bucks de Milwaukee (2005-2012)
Andrew Bogut est drafté en première position par les Bucks de Milwaukee à l'été 2005. Fait unique, son collègue universitaire, Alex Smith est le premier drafté en NFL, faisant de l'université de l'Utah la première université à avoir deux premiers de draft la même année. Andrew Bogut participe à tous les matches de la saison régulière avec une moyenne de 9,4 points par match. Les Bucks terminent huitièmes de leur conférence et accèdent donc aux playoffs. Bogut joue toutes les rencontres contre les Pistons de Détroit mais son équipe ne passe pas le premier tour. Il termine troisième des votes pour le meilleur rookie de la saison dont le lauréat est Chris Paul. Il est nommé dans le premier cinq des rookie en compagnie de Chris Paul, Charlie Villanueva, Deron Williams et Channing Frye.

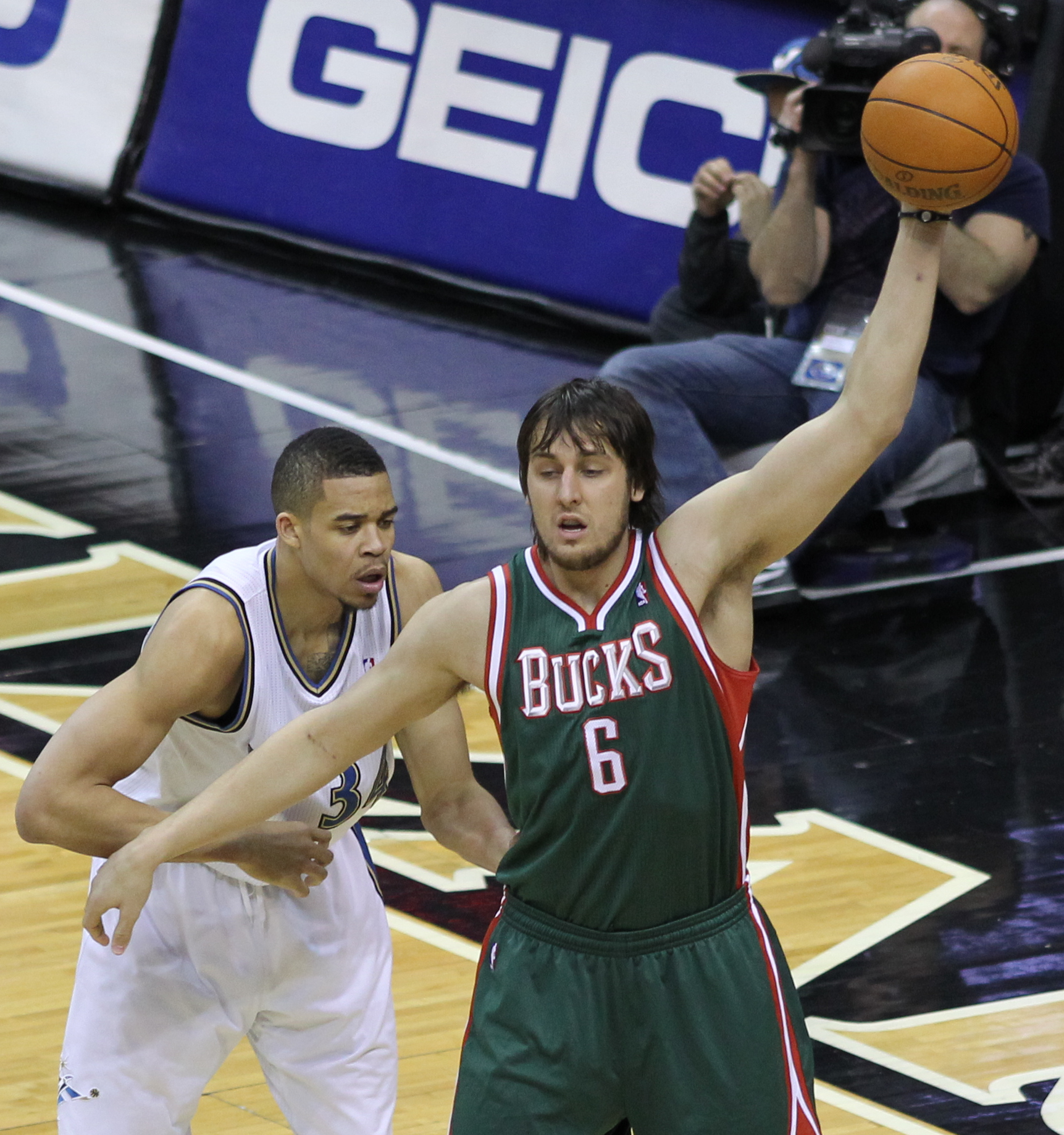
Bogut aux Bucks avec le ballon, marqué par JaVale McGee.

Lors de sa seconde saison il continue à jouer tous les matchs en étant dans le cinq de départ, jusqu'à ce qu'il abandonne à cause d'une blessure au pied. Celle-ci met ainsi un terme à une série de 153 matches disputés. Il améliore ses statistiques individuelles en 2006-2007 avec 12,3 points et à 8,8 rebonds par match.
Au cours de la saison 2007-2008, Bogut améliore encore ses statistiques avec 14,3 points, 9,8 rebonds, 1,7 contre, 0,8 interception en 34,9 minutes par match. Il débute un total de 78 matchs pour les Bucks, manquant seulement quatre matchs pour cause de blessure.
Andrew Bogut manque la moitié de la saison 2008-2009 pour une fracture de fatigue dans le bas du dos, jouant seulement 36 matchs.
Évoluant dans un marché où il est difficile pour les fans de se rendre aux rencontres, Bogut décide d'acheter cent places pour un groupe de jeunes fans pour renforcer l'ambiance au Bradley Center, salle des Bucks. Ce groupe, appelé Squad 6 en raison du numéro de son maillot, a été en partie recruté par Bogut lors de sélections qui se déroulent lors de la pré-saison. Il réalise une bonne saison 2009-2010, il termine second meilleur contreur derrière Dwight Howard et il est nommé dans le troisième cinq du All-NBA Team aux côtés de Tim Duncan, Pau Gasol, Joe Johnson et Brandon Roy, il devient le premier Australien dans une All-NBA Team. Il est pressenti pour être élu NBA Most Improved Player 2010 (MIP), joueur ayant le plus progressé sur la saison, mais ne termine que cinquième. Il termine avec des moyennes de 15,9 points, 10,2 rebonds et 2,5 contres par match. Pourtant cette saison est sombre pour le pivot australien. Il ne l'achève pas, car le 3 avril 2010, après un dunk, il chute lourdement sur son bras lors de sa réception et se disloque l'épaule droite, se fracture la main et se fait une entorse au poignet. Bogut ne participe pas aux playoffs, remplacé par Kurt Thomas, où les Bucks s'inclinent lors du match 7 du premier tour contre Atlanta. Sa blessure l'empêche aussi de participer au Championnat du monde 2010.

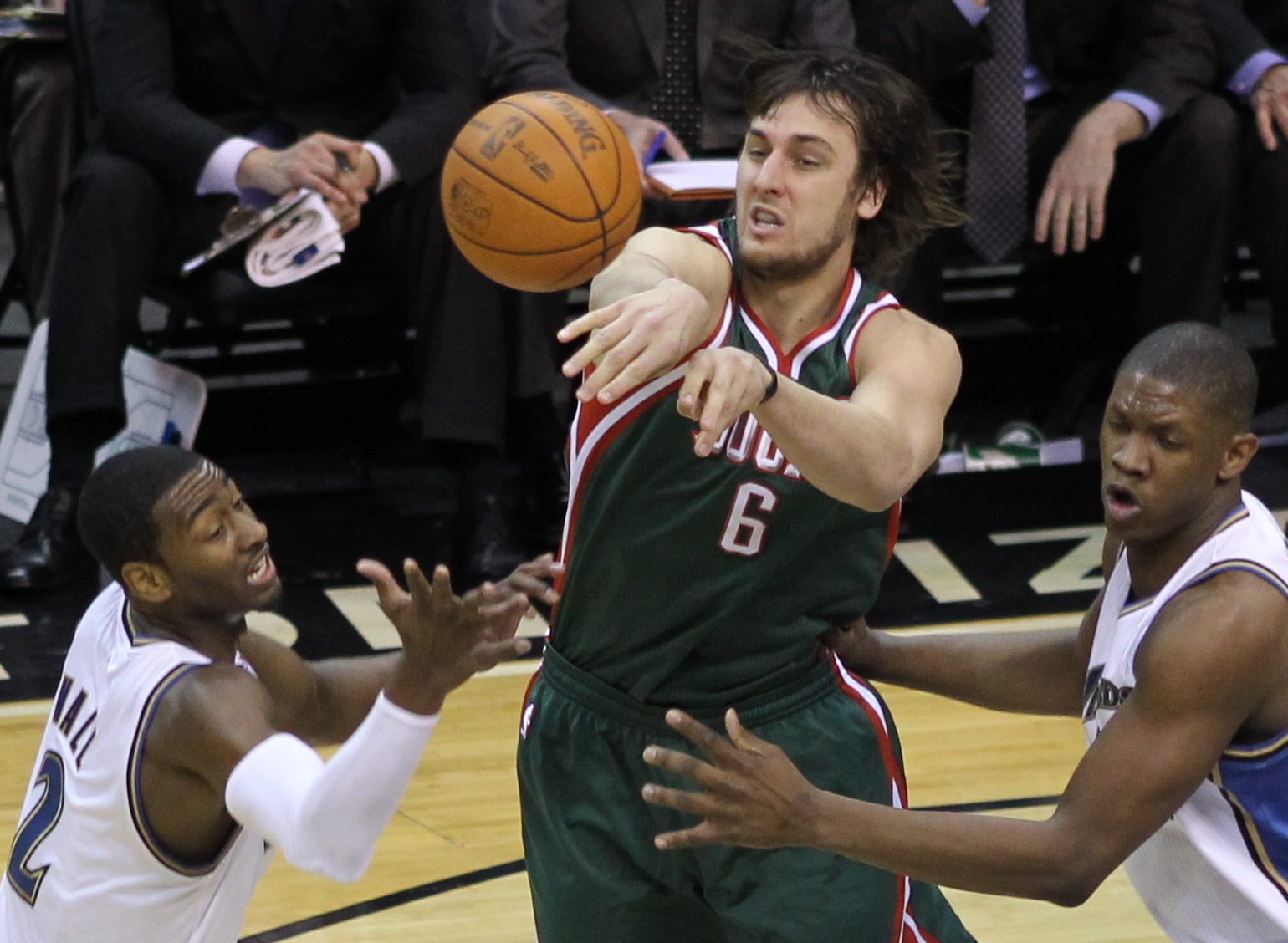
Bogut en 2011.

Bogut fait son retour sur les parquets pour la saison 2010-2011 avec un double-double pour son premier match. Il doit manquer cinq matches en novembre 2010 à cause de sa blessure au dos qu'il traîne depuis 2009. Il dispute finalement un total de 65 rencontres de saison régulière, pour des statistiques de 12,8 points, 11,1 rebonds, ce qui est alors sa meilleure moyenne sur une saison, et 2,0 passes. Mais surtout, il réussit 2,6 contres par rencontre, ce qui le place au premier rang de la ligue devant JaVale McGee. Pour le nombre total de contres sur la saison, il est quatrième avec 168 derrière Serge Ibaka, JaVale McGee et Dwight Howard. Avec un bilan de 35 victoires pour 47 défaites, les Bucks terminent à la neuvième place de la conférence et ne disputent donc pas les playoffs.
Lors de la saison 2011-2012, il réussit trois double-doubles, son meilleur total de points étant de 20. Il se blesse à la cheville gauche ce qui le prive de fin de la saison. Le 13 mars 2012, Bogut est envoyé aux Warriors de Golden State avec Stephen Jackson contre Monta Ellis, Ekpe Udoh et Kwame Brown.

#### Warriors de Golden State (2012-2016)
Pour le début de la saison 2012-2013, il dispute quatre des cinq premiers matchs de la saison régulière, avec une moyenne de seulement 6,0 points et 3,8 rebonds. Il est ensuite blessé et ne joue plus jusqu'au mois de janvier 2013, enregistrant 12 points, 8 rebonds, 2 passes décisives et 4 contres dans une victoire contre les Raptors de Toronto pour son retour. Le 2 mai 2013, lors du sixième match du premier tour des playoffs, Bogut enregistre des records en carrière de 14 points et 21 rebonds. Il devient aussi le premier joueur des Warriors avec 20 rebonds dans un match de playoffs depuis Larry Smith, avec 23 rebonds, le 12 mai 1987 contre les Lakers de Los Angeles.

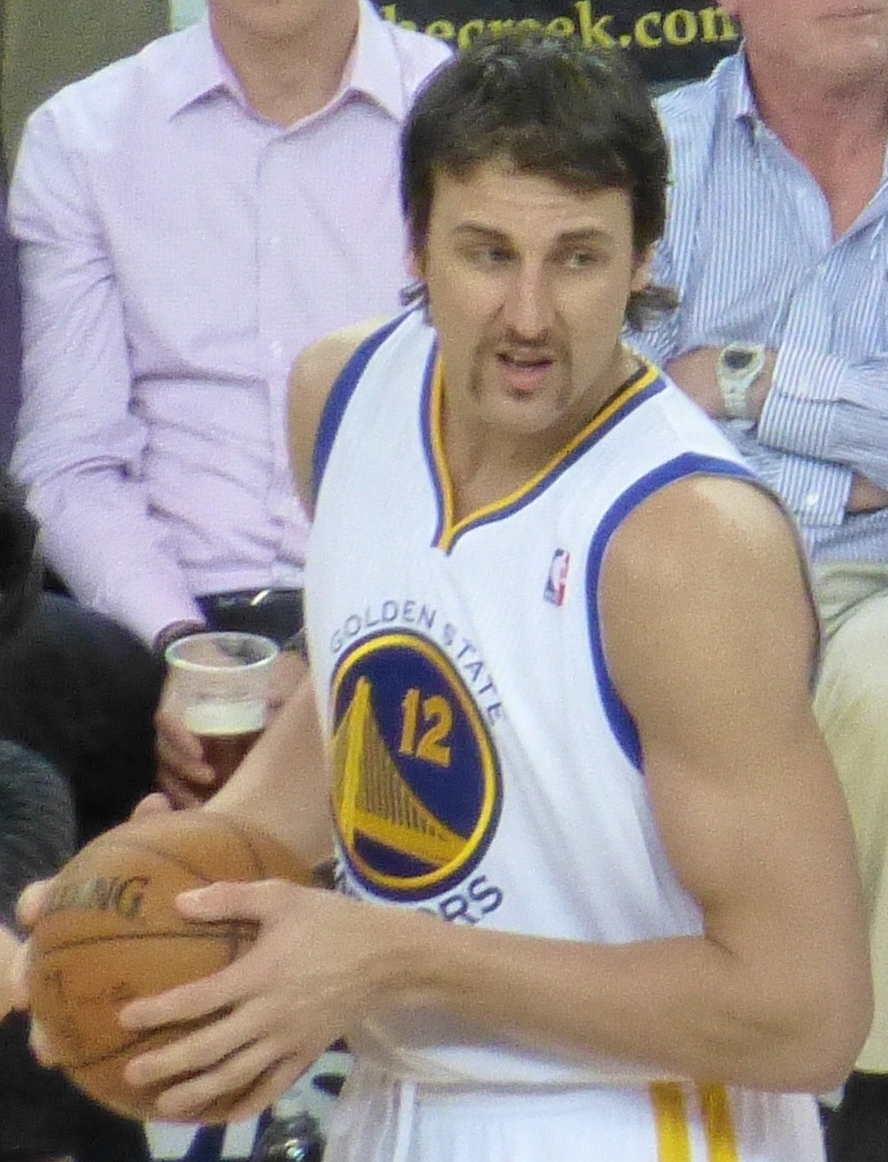
Bogut avec les Warriors en 2013.

Le 25 octobre 2013, Bogut signe une prolongation de contrat de trois ans avec les Warriors. Malgré une autre saison marquée par des blessures en 2013-2014, Bogut a quand même terminé 10e au scrutin du meilleur défenseur de l'année et est devenu le premier joueur de l’histoire de la franchise à atteindre une moyenne d’au moins 10 rebonds par match tout en ayant une moyenne de 60% au tir.
Après avoir joué lors des 19 premiers matchs de la saison 2014-2015, Bogut se blesse au genou droit le 8 décembre 2014 contre les Timberwolves du Minnesota et a raté 12 matchs. Il revient sur les parquets contre les Pacers de l'Indiana le 7 janvier 2015, enregistrant 4 points et 8 rebonds dans une victoire de 117-102. Lors de cette saison, Bogut et les Warriors remportent les Finales NBA 2015 après avoir battu les Cavaliers de Cleveland en six matchs.
Déçu de la façon dont il a mis fin à la saison 2014-2015, Bogut réalise un régime strict, perdant près de 10 kilogrammes. Le 9 février 2016, Bogut connaît son meilleur match de la saison avec 13 points, 11 rebonds, 3 interceptions et 6 contres dans une victoire contre les Rockets de Houston. Sur cette saison, les Warriors battent le record NBA pour le plus grand nombre de victoires avec 73, éclipsant les 72 victoires des Bulls de Chicago de 1995-1996. Lors du cinquième match de la finale de conférence des Warriors contre le Thunder d'Oklahoma City, Bogut enregistre 15 points et 14 rebonds pour aider les Warriors à accrocher un sixième match, réduisant l’avantage du Thunder dans la série à 3-2. Les Warriors remportent la série en sept matchs et se qualifient pour les Finales NBA 2016, pour la deuxième année consécutive. Les Warriors affrontent à nouveau les Cavaliers. Le 15 juin 2016, il est écarté pour six à huit semaines à cause d'une blessure au genou gauche. La blessure s’est produite durant le cinquième match des Finales. Cependant, son équipe s'incline au terme de sept matchs.

#### Mavericks de Dallas (2016-2017)
Le 7 juillet 2016, Bogut est échangé, avec un futur choix de draft, avec les Mavericks de Dallas. L’échange est fait par les Warriors pour libérer de l'espace salarial pour la signature de Kevin Durant. Bogut fait ses débuts pour les Mavericks lors de leur premier match de la saison le 26 octobre 2016, enregistrant 6 points, 6 rebonds, 3 passes décisives et 1 contre dans une défaite contre les Pacers de l'Indiana. Il rate ensuite 11 matchs en décembre à cause d'une blessure au genou droit et six autres en janvier au niveau du tendon ischio-jambier droit.
Le 23 février 2017, Bogut est transféré, avec Justin Anderson et un choix de premier tour de draft, aux les 76ers de Philadelphie en échange de Nerlens Noel. Quatre jours plus tard, il est libéré par les 76ers.

#### Cavaliers de Cleveland (2017)
Le 2 mars 2017, Bogut signe avec les Cavaliers de Cleveland. Quatre jours plus tard, Bogut se casse la jambe gauche, 56 secondes après ses débuts à Cleveland. Les premières radiographies révèlent une fracture du tibia. Il est, de ce fait, indisponible pour jouer le reste de la saison. Par conséquent, le 13 mars 2017, les Cavaliers l'ont libéré.

#### Lakers de Los Angeles (2017-2018)
Le 19 septembre 2017, Bogut signe avec les Lakers de Los Angeles. Il fait ses débuts pour les Lakers le 19 octobre 2017, commettant trois fautes et trois pertes de balles dans une défaite contre les Clippers de Los Angeles. Le 6 janvier 2018, les Lakers ont libéré Bogut. Il ne reste pas au sein de la NBA cette saison-là pour repartir en Australie, auprès de sa femme, enceinte.

#### Fin de carrière en Australie (2018-2020)
Le 24 avril 2018, Bogut signe un accord de deux ans avec les Sydney Kings de la National Basketball League (NBL). À la fin de la saison régulière 2018-2019, Bogut est nommé meilleur joueur de la NBL et meilleur défenseur de la ligue. Il atteint les séries éliminatoires avec un bilan de 18-10 et une troisième place, avant de perdre 2-0 contre Melbourne United en demi-finale. En 30 matchs au total, il obtient en moyenne 11,4 points, 11,6 rebonds, 3,4 passes décisives et 2,7 contres en 29,7 minutes par match.
Le 6 mars 2019, après la fin de la saison 2018-2019 de la NBL, Bogut signe avec les Warriors de Golden State pour le reste de la saison 2018-2019 de la NBA. Son accord avec les Warriors fut autorisé par son équipe australienne, à la condition qu’il honore la deuxième année de son contrat de deux ans. Les Warriors atteignent les Finales NBA 2019, où ils s'inclinent en six matchs contre les Raptors de Toronto.
Bogut rejoint les Sydney Kings pour la saison 2019-2020 de la NBL et les emmène à la première place avec un bilan de 20-8. Bogut subit deux interventions chirurgicales tout au long de 2020, l’une pour lui enlever un éperon osseux à la cheville et l’autre pour l’aider à traiter une sciatique dans le bas du dos.
Le 1er décembre 2020, Bogut annonce sa retraite, invoquant de nombreuses blessures comme principale raison.

### Sélection nationale
Le monde du basket-ball international découvre Andrew Bogut lors du Championnat du monde des 19 ans et moins 2003 en Grèce. Lors de ce tournoi, il termine avec un double-double de moyenne, 26,2 points et 17 rebonds. Il ajoute également 2,5 passes par rencontres. Lors de la demi-finale face à la Croatie, il inscrit 39 points et capte 25 rebonds puis, lors de la finale, il présente des statistiques de 35 points, 14 rebonds lors d'une finale 126 à 96 face la Lituanie. Il est nommé meilleur joueur du tournoi.
Le sélectionneur des Boomers, Brian Goorjian, présélectionne Andrew Bogut et un autre jeune joueur, Luke Schenscher pour les Jeux olympiques de 2004 à Athènes. En juillet, l'entraîneur décide de retenir Bogut parmi les joueurs devant représenter l'Australie : il fonde alors de grand espoirs sur ce jeune joueur, déclarant que celui-ci n'est pas là pour compléter l'équipe mais que, bien qu'il ait une faible expérience, il compte lui faire joueur un rôle important. À 19 ans, il devient le second plus jeune Boomers de l'histoire après Andrew Gaze à participer aux jeux. Après le premier tour, il figure au quatrième rang des rebondeurs avec une moyenne de 8,8, au cinquième des contres avec 1,2 et quatrième au pourcentage de tir. L'Australie ne remporte qu'une seule rencontre lors de ce tour, face à l'Angola et dispute ainsi un match de classement face à la Nouvelle-Zélande pour remporter la neuvième place. Finalement, les statistiques de Bogut sont de 13,7 points, deuxième de son équipe, 9 rebonds, meilleur rebondeur australien, et 1,3 passe.
Bogut retrouve la sélection australienne pour le championnat du monde 2006 disputé au Japon. Sa victoire 83 à 77 lors de sa première rencontre face au Brésil lui permet de qualifier pour les huitièmes de finale. Opposés aux Américains, ils s'inclinent sur le score de 113 à 73, rencontre où Bogut réalise sa meilleure performance à la marque avec 20 points. Il ajoute également 6 rebonds et 2 passes.
Les négociations autour de la reconduction de son contrat l'obligent à rejoindre les Boomers en cours de préparation pour les Jeux olympiques de Pékin. Les Boomers terminent le premier tour par une victoire 91 à 79 face à la Lituanie avec 23 points de Bogut en seulement 16 minutes. Cette victoire leur permet de terminer au quatrième rang de leur groupe. Opposés aux États-Unis en quart de finale, les Australiens s'inclinent sur le score de 116 à 85. Lors de cette rencontre, Bogut se blesse à la hanche gauche.
Pour le mondial 2010 en Turquie, sa franchise des Bucks met la pression sur son joueur. Elle estime que sa fracture de fatigue de la saison 2008-2009 est liée à sa participation aux jeux de Pékin. Une blessure en avril met un terme à sa saison et clôt les discussions au sujet de sa participation au mondial.

## Statistiques

### Universitaires
| Saison    | Équipe   | Matchs | Titul. | Min./m | % Tir | % 3pts | % LF | Rbds/m. | Pass/m. | Int/m. | Ctr/m. | Pts/m. |
| --------- | -------- | ------ | ------ | ------ | ----- | ------ | ---- | ------- | ------- | ------ | ------ | ------ |
| 2003-2004 | Utah     | 33     | 33     | 30,4   | 57,7  | 36,4   | 64,0 | 9,88    | 2,21    | 0,42   | 1,33   | 12,45  |
| 2004-2005 | Utah     | 35     | 35     | 35,0   | 62,0  | 36,0   | 69,2 | 12,20   | 2,34    | 0,97   | 1,86   | 20,43  |
| Carrière  | Carrière | 68     | 68     | 32,7   | 60,3  | 36,1   | 67,4 | 11,07   | 2,28    | 0,71   | 1,60   | 16,56  |

### NBA
| Champion NBA | Meilleur joueur de cette catégorie statistique de la saison |

#### Saison régulière
| Saison    | Équipe       | Matchs | Titul. | Min./m | % Tir | % 3pts | % LF  | Rbds/m. | Pass/m. | Int/m. | Ctr/m. | Pts/m. |
| --------- | ------------ | ------ | ------ | ------ | ----- | ------ | ----- | ------- | ------- | ------ | ------ | ------ |
| 2005-2006 | Milwaukee    | 82     | 77     | 28,6   | 53,3  | 0,0    | 62,9  | 6,99    | 2,34    | 0,60   | 0,83   | 9,37   |
| 2006-2007 | Milwaukee    | 66     | 66     | 34,2   | 55,3  | 20,0   | 57,7  | 8,85    | 3,00    | 0,74   | 0,53   | 12,26  |
| 2007-2008 | Milwaukee    | 78     | 78     | 34,9   | 51,1  | 0,0    | 58,7  | 9,78    | 2,55    | 0,82   | 1,73   | 14,35  |
| 2008-2009 | Milwaukee    | 36     | 33     | 31,2   | 57,7  | 0,0    | 57,1  | 10,25   | 2,00    | 0,64   | 1,03   | 11,72  |
| 2009-2010 | Milwaukee    | 69     | 69     | 32,3   | 52,0  | 0,0    | 62,9  | 10,16   | 1,84    | 0,57   | 2,54   | 15,87  |
| 2010-2011 | Milwaukee    | 65     | 65     | 35,3   | 49,5  | 0,0    | 44,2  | 11,08   | 2,02    | 0,72   | 2,58   | 12,77  |
| 2011-2012 | Milwaukee    | 12     | 12     | 30,3   | 44,9  | 0,0    | 60,9  | 8,33    | 2,58    | 1,00   | 2,00   | 11,33  |
| 2012-2013 | Golden State | 32     | 32     | 24,6   | 45,1  | 100,0  | 50,0  | 7,66    | 2,09    | 0,62   | 1,72   | 5,81   |
| 2013-2014 | Golden State | 67     | 67     | 26,4   | 62,7  | 0,0    | 34,4  | 10,01   | 1,67    | 0,70   | 1,81   | 7,34   |
| 2014-2015 | Golden State | 67     | 65     | 23,6   | 56,3  | 0,0    | 52,4  | 8,10    | 2,69    | 0,58   | 1,69   | 6,30   |
| 2015-2016 | Golden State | 70     | 66     | 20,7   | 62,7  | 100,0  | 48,0  | 7,03    | 2,31    | 0,46   | 1,63   | 5,36   |
| 2016-2017 | Dallas       | 26     | 21     | 22,4   | 46,9  | 0,0    | 27,3  | 8,38    | 1,88    | 0,50   | 0,96   | 3,04   |
| 2016-2017 | Cleveland    | 1      | 0      | 1,0    | -     | -      | -     | 0,0     | 0,0     | 0,0    | 0,0    | 0,0    |
| 2017-2018 | L.A. Lakers  | 24     | 5      | 9,0    | 68,0  | -      | 100,0 | 3,25    | 0,62    | 0,17   | 0,54   | 1,50   |
| 2018-2019 | Golden State | 11     | 5      | 12,2   | 50,0  | -      | 100,0 | 5,00    | 1,00    | 0,27   | 0,73   | 3,55   |
| Carrière  | Carrière     | 706    | 661    | 28,1   | 53,5  | 12,0   | 55,7  | 8,66    | 2,19    | 0,62   | 1,55   | 9,64   |

#### Playoffs
| Saison   | Équipe       | Matchs | Titul. | Min./m | % Tir | % 3pts | % LF | Rbds/m. | Pass/m. | Int/m. | Ctr/m. | Pts/m. |
| -------- | ------------ | ------ | ------ | ------ | ----- | ------ | ---- | ------- | ------- | ------ | ------ | ------ |
| 2006     | Milwaukee    | 5      | 5      | 34,4   | 43,5  | 0,0    | 37,5 | 6,20    | 3,40    | 0,60   | 0,00   | 8,60   |
| 2013     | Golden State | 12     | 12     | 27,2   | 58,2  | 0,0    | 34,8 | 10,92   | 1,83    | 0,50   | 1,50   | 7,17   |
| 2015     | Golden State | 19     | 18     | 23,1   | 56,0  | 0,0    | 38,5 | 8,05    | 1,89    | 0,58   | 1,79   | 4,68   |
| 2016     | Golden State | 22     | 22     | 16,6   | 62,3  | 0,0    | 35,7 | 5,64    | 1,36    | 0,64   | 1,59   | 4,59   |
| 2019     | Golden State | 19     | 6      | 9,4    | 64,9  | -      | 80,0 | 3,89    | 1,11    | 0,26   | 0,32   | 2,74   |
| Carrière | Carrière     | 77     | 63     | 19,2   | 57,3  | 0,0    | 39,7 | 6,68    | 1,64    | 0,51   | 1,21   | 4,82   |

### National Basketball League
| Saison    | Équipe   | Matchs | Titul. | Min./m | % Tir | % 3pts | % LF | Rbds/m. | Pass/m. | Int/m. | Ctr/m. | Pts/m. |
| --------- | -------- | ------ | ------ | ------ | ----- | ------ | ---- | ------- | ------- | ------ | ------ | ------ |
| 2018-2019 | Sydney   | 30     | 30     | 29,8   | 56,9  | 0,0    | 59,7 | 11,47   | 3,37    | 0,53   | 2,70   | 11,43  |
| 2019-2020 | Sydney   | 31     | 31     | 21,5   | 60,4  | 0,0    | 58,2 | 8,77    | 2,61    | 0,48   | 1,06   | 8,52   |
| Carrière  | Carrière | 61     | 61     | 25,6   | 58,3  | 0,0    | 59,0 | 10,10   | 2,98    | 0,51   | 1,87   | 9,95   |

Dernière mise à jour le 2 décembre 2020

## Palmarès et distinctions

### Palmarès
- Champion NBA avec les Warriors de Golden State en 2015.
- Champion de la Conférence Ouest en 2015
- Champion de la Division Pacifique en 2015

### Distinctions personnelles

#### NBA
- All-NBA Third Team en 2010.
- NBA All-Defensive Second Team en 2015.
- NBA All-Rookie First Team en 2006.
- Meilleur contreur en 2011 avec 2,58 contres de moyenne par match.

#### NBL
- MVP (Most Valuable Player) en 2019.
- DPOY (Defensive Player of the Year) en 2019.

#### NCAA
- Trophée Wooden en 2005.
- Trophée Oscar Robertson en 2005.
- Naismith College Player of the Year en 2005.

## Records sur une rencontre en NBA
Les records personnels d'Andrew Bogut officiellement recensés par la NBA sont les suivants :
| Type de statistique        | Saison régulière | Saison régulière                             | Saison régulière                 | Playoffs | Playoffs                                  | Playoffs                |
| Type de statistique        | Record           | Adversaire                                   | Date                             | Record   | Adversaire                                | Date                    |
| -------------------------- | ---------------- | -------------------------------------------- | -------------------------------- | -------- | ----------------------------------------- | ----------------------- |
| Points                     | 32               | @ Mavericks de Dallas                        | 26 janvier 2010                  | 15       | Thunder d'Oklahoma City                   | 26 mai 2016             |
| Paniers marqués            | 14               | @ Suns de Phoenix @ Pacers de l'Indiana      | 12 janvier 2008 21 décembre 2009 | 7        | 3 fois                                    | 3 fois                  |
| Paniers tentés             | 23               | Bulls de Chicago                             | 8 janvier 2010                   | 13       | @ Pistons de Détroit                      | 23 avril 2006           |
| Paniers à 3 points réussis | 1                | 3 fois                                       | 3 fois                           |          |                                           |                         |
| Paniers à 3 points tentés  | 1                | 25 fois                                      | 25 fois                          | 1        | 3 fois                                    | 3 fois                  |
| Lancers francs réussis     | 9                | Bulls de Chicago                             | 14 avril 2008                    | 3        | @ Trail Blazers de Portland               | 9 mai 2016              |
| Lancers francs tentés      | 16               | Magic d'Orlando                              | 4 décembre 2010                  | 6        | 3 fois                                    | 3 fois                  |
| Rebonds offensifs          | 10               | Pistons de Détroit                           | 9 février 2010                   | 7        | Nuggets de Denver                         | 2 mai 2013              |
| Rebonds défensifs          | 20               | Heat de Miami                                | 27 janvier 2011                  | 14       | Nuggets de Denver                         | 2 mai 2013              |
| Rebonds totaux             | 27               | Heat de Miami                                | 7 janvier 2011                   | 21       | Nuggets de Denver                         | 2 mai 2013              |
| Passes décisives           | 8                | Raptors de Toronto                           | 12 mars 2007                     | 6        | Pistons de Détroit                        | 1er mai 2006            |
| Interceptions              | 4                | Cavaliers de Cleveland Rockets de Houston    | 5 janvier 2007 8 mars 2013       | 3        | @ Grizzlies de Memphis                    | 11 mai 2015             |
| Contres                    | 9                | @ Pelicans de La Nouvelle-Orléans            | 7 avril 2015                     | 5        | Rockets de Houston Cavaliers de Cleveland | 21 mai 2015 5 juin 2016 |
| Balles perdues             | 10               | Celtics de Boston                            | 8 avril 2008                     | 4        | 4 fois                                    | 4 fois                  |
| Minutes jouées             | 50               | Hornets de la Nouvelle-Orléans/Oklahoma City | 8 février 2007                   | 40       | Nuggets de Denver                         | 2 mai 2013              |

- Double-double : 174 en saison régulière et 7 en playoffs = 181 au total.
- Triple-double : aucun.

## Salaires
| Saison      | Equipe                   | Salaire       |
| ----------- | ------------------------ | ------------- |
| 2005-2006   | Bucks de Milwaukee       | 4 340 520 $   |
| 2006-2007   | Bucks de Milwaukee       | 4 665 960 $   |
| 2007-2008   | Bucks de Milwaukee       | 4 991 520 $   |
| 2008-2009   | Bucks de Milwaukee       | 6 294 310 $   |
| 2009-2010   | Bucks de Milwaukee       | 10 000 000 $  |
| 2010-2011   | Bucks de Milwaukee       | 11 000 000 $  |
| 2011-2012   | Bucks de Milwaukee       | 12 000 000 $  |
| 2012-2013   | Warriors de Golden State | 13 000 000 $  |
| 2013-2014   | Warriors de Golden State | 14 000 000 $  |
| 2014-2015   | Warriors de Golden State | 12 972 973 $  |
| 2015-2016   | Warriors de Golden State | 12 000 000 $  |
| 2016-2017   | 76ers de Philadelphie    | 11 027 027 $  |
| 2016-2017   | Cavaliers de Cleveland   | 242 224 $     |
| 2017-2018   | Lakers de Los Angeles    | 1 105 123 $   |
| 2018-2019   | Warriors de Golden State | 486 892 $     |
| Total Gains |                          | 118 126 549 $ |

## Pour approfondir